# Thelotornis capensis
Espèce
Synonymes
- Dryiophis oatesi Günther, 1881

Statut de conservation UICN

 LC  : Préoccupation mineure
Thelotornis capensis  est une espèce de serpents de la famille des Colubridae.

## Répartition
Cette espèce se rencontre dans l'ouest du Namibie, au Botswana, dans le nord-est de l'Afrique du Sud, dans le sud-est de l'Angola, au Swaziland, dans le sud du Zimbabwe, au Mozambique, en Tanzanie, dans le sud de la République démocratique du Congo, au Malawi et en Zambie.

## Description

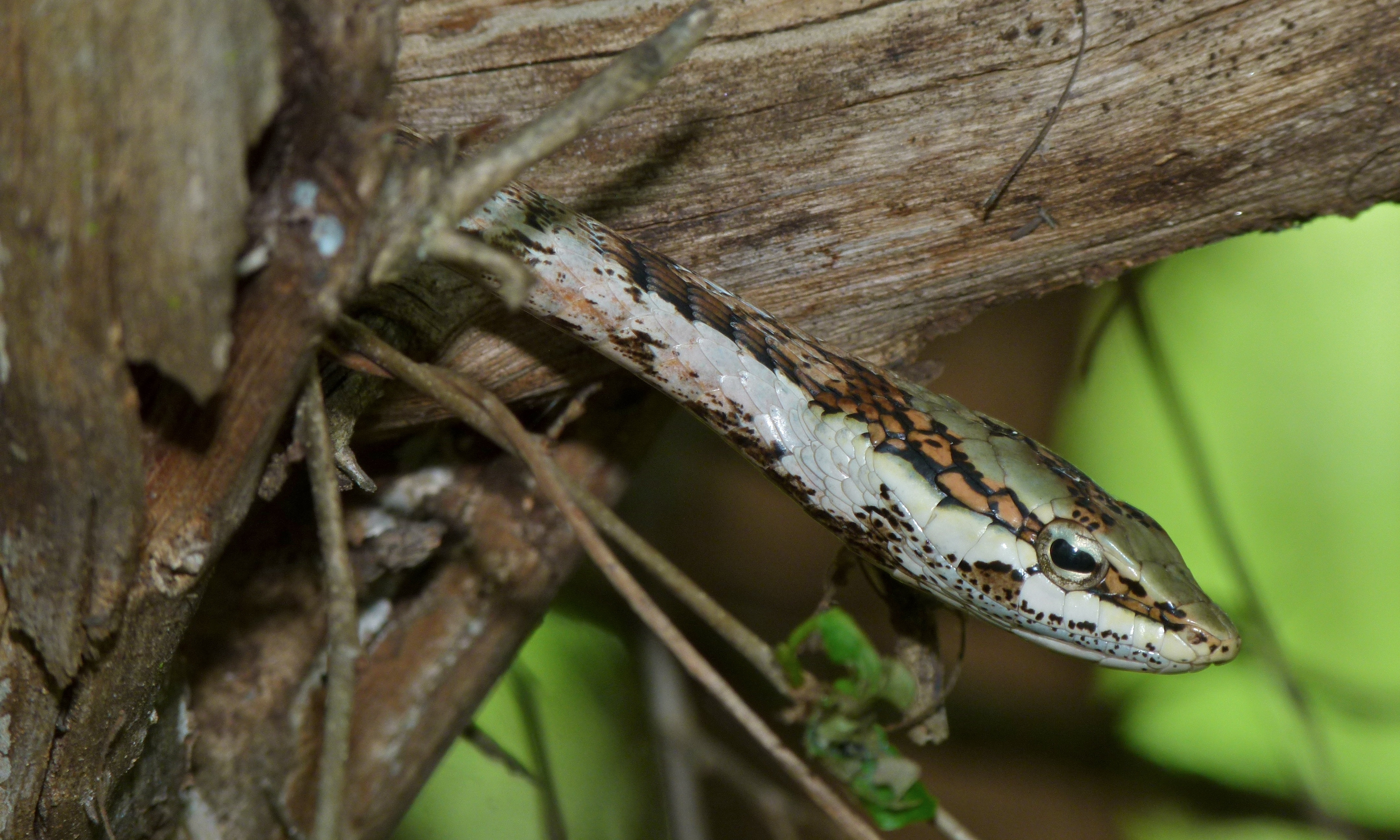

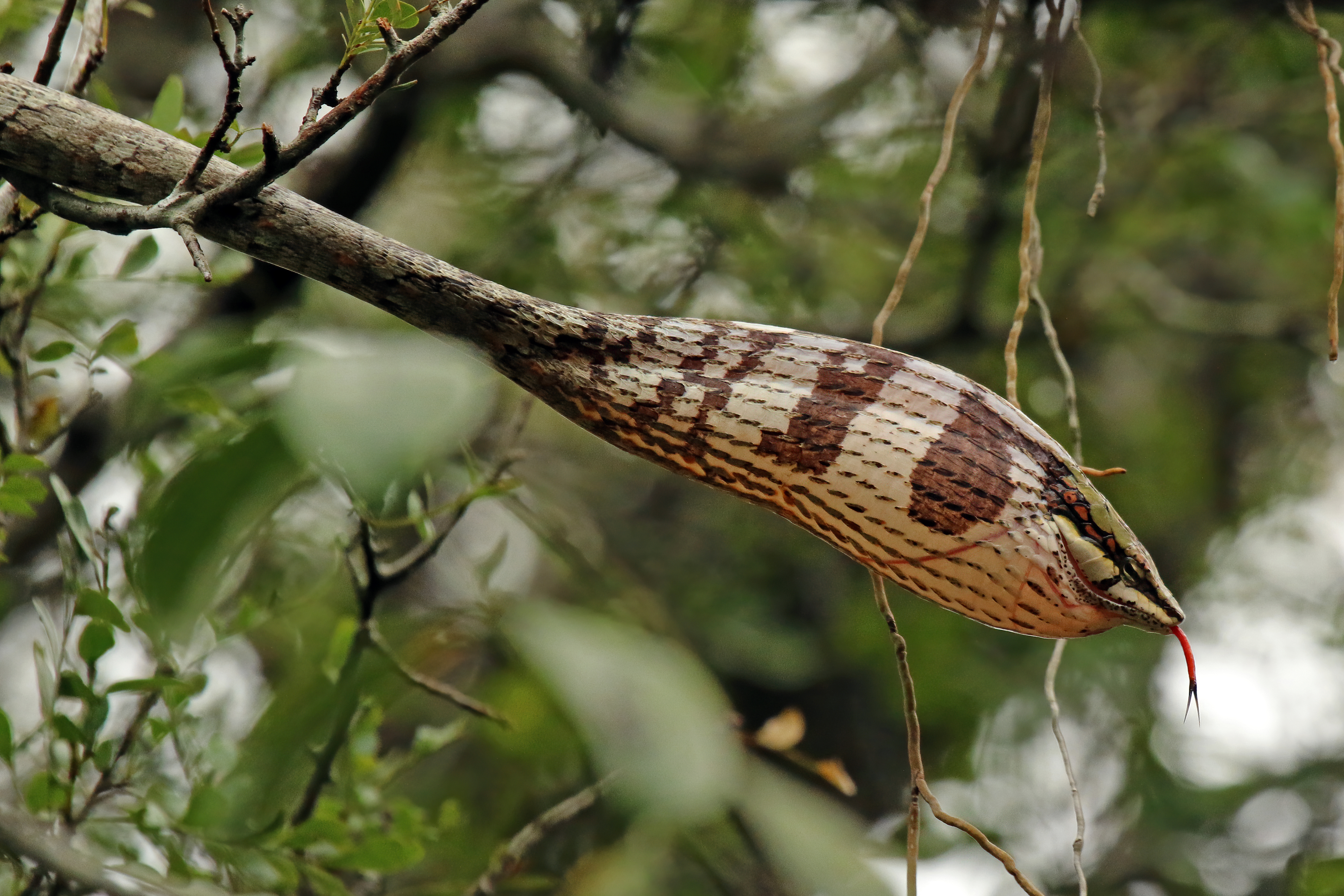

C'est un serpent venimeux.

## Liste des sous-espèces
Selon The Reptile Database (21 février 2014) :
- Thelotornis capensis capensis Smith, 1849
- Thelotornis capensis oatesi (Günther, 1881)
- Thelotornis capensis schilsi Derleyn, 1978

## Étymologie
Son nom d'espèce, composé de cap[e] et du suffixe latin -ensis, « qui vit dans, qui habite », lui a été donné en référence au lieu de sa découverte, la colonie du Cap. La sous-espèce Thelotornis capensis oatesi est nommée en l'honneur de Frank Oates (1840-1875).

## Publications originales
- Derlyn, 1978 : Notes sur les serpents du Burundi (2me partie). Les genres Geodipsas et Thelotornis. Revue De Zoologie Africaine, vol. 92, no 1, p. 208-218.
- Günther, 1881 in Oates, 1881 : Matabeleland and the Victoria Falls, p. 1-216.
- Smith, 1849 : Illustrations of the Zoology of South Africa; Consisting Chiefly of Figures and Descriptions of the Objects of Natural History Collected during an Expedition into the Interior of South Africa, in the Years 1834, 1835, and 1836 . vol. III. Reptilia. Part 19. London: Smith, Elder, & Co.